# Dyle (departament)
Departamentul Dyle (franceză Département Dyle) a fost un departament al Franței din perioada revoluției și a primului Imperiu. 
Departamentul a fost format în urma ocupării în 1794 de către trupele revoluționare franceze a Țările de Jos Austriece. Departamentul este numit după numele francez al Râului Dyle (neerlandeză Dijle). Departamentul este divizat în 3 arondismente și 24 cantoane astfel:
- arondismentul Bruxelles, cantoanele: Anderlecht, Asse, Bruxelles, Halle, La Hulpe, Lennik, Sint-Stevens-Woluwe, Uccle, Vilvoorde și Wolvertem.
- arondismentul Louvain, cantoanele: Aarschot, Diest, Glabbeek, Grez, Haacht, Leuven, Tienen și Zoutleeuw.
- arondismentul Nivelles, cantoanele: Genappe, Herne, Jodoigne, Nivelles, Perwez și Wavre.

În urma înfrângerii lui Napoleon la Waterloo, localitate aflată pe teritoriul departamentului, teritoriul intră în componența Regatului Unit al Țărilor de Jos în cadrul căreia formează Provincia Brabant. Actualmente teritoriul este cuprins în integralitate în Belgia și corespunde aproximativ cu Regiunea Capitalei Bruxelles și provinciile Brabantul Flamand și Brabantul Valon. 